# 大西
大西（1643年－1647年）是明朝末年民變领袖张献忠建立的政权。

## 崛起
1638年，张献忠在湖北谷城接受招安被授予副将。驻地王家河，易名太平镇，以示休兵。
1639年，张献忠重举反明的大旗。转战四川境。1641年，攻破襄阳，杀襄王朱翊铭。1643年三月，在黄州称“西王”；五月，占领武昌，称“大西王”。1644年正月，大顺皇帝李自成封张献忠为秦王。8月9日，攻破成都，巡抚龙文光、蜀王朱至澍及其嫔妃全部自杀身亡。张献忠的大军号称60万，很快控制四川大部分州、县，并自称“大西国王”。十一月庚寅（12月4日），登基成为大西皇帝，改元大顺，以成都为“西京”。

## 四川建国
初期張獻忠領導的民變軍主要在南方發展，先是控制了湖廣地區，之後又改進攻四川。
顺治三年（1646年）张献忠退出成都时，在成都进行大规模的烧杀破坏。十一月己巳（1647年1月2日），张献忠在盐亭县凤凰山被清肃亲王豪格射杀身亡。大西的官員離開成都時還有700人。到張死時只有25人，大多被他殺死。

## 联明抗清
张献忠死後，以孫可望為首的大西軍自1647年進佔雲南、貴州二省。永曆元年（1647年）八月，孙可望为劝降被俘的明朝官员杨畏知，接受其提出的条件，不再使用国号“大西”和年号“大顺”，暂以干支纪年。1652年，永曆朝廷接受西軍部將孫可望、李定國投誠抗清建議，在貴州安隆所設立行轅，西軍改編為南明軍。孫可望等整編了南明其他的武裝部隊，經整編後的南明軍足以和清軍作戰。
綜觀西軍餘部辅佐南明永曆帝抗清数年間（1645年—1651年），南明軍與清軍作戰中，敗多勝少，大批南明的軍隊先後降清。先後丟失了江蘇、安徽、浙江、江西、福建、兩廣、兩湖等等領地，地盤盡失。直到以孫可望為主的大西軍加入，再次改變了整個局勢。
孫可望殘暴善妒，心懷大逆之心，與李定國不和，定國屢建戰功，孫可望恐定國威重難制，欲去其兵權。順治十四年（1657年），從貴州引兵入雲南，攻李定國部，因部將倒戈歸李定國，孫可望大敗，率部屬六百餘人降清。順治十七年（1660年）十一月病死（一說狩獵時為清軍射殺）。

## 政權

### 君主
| 姓名                      | 年號 | 在位時間              |
| ------------------------- | ---- | --------------------- |
| 張獻忠 （1606年－1647年） | 大順 | 1643年/1644年－1647年 |

### 重要官員
- 左丞相：汪兆麟，右丞相：嚴錫命
- 六部：
  - 吏部尚书胡默、户部尚书王國麟、礼部尚书江鼎鎮→吴继善、兵部尚书龔完敬、刑部尚书李时英、工部尚书王应龙等
  - 京畿道御史齐之奂
- 將軍：
  - 平东将军孫可望、安西将军李定國、抚南将军劉文秀、定北将军艾能奇等[註 4]
- 五军都督府：
  - 中军府都督王尚礼、前军府都督白文选、后军府都督王自奇、左军府都督马元利、右军府都督张化龙等
  - 水师左右都督：王复臣、王自羽，皇城都指挥使：窦名望

## 科舉
大西政權雖然只维持了较短的时间，但也曾經在大顺元年（1644年）開科取士一次。
| 姓名   | 生卒年           | 籍貫                     |
| ------ | ---------------- | ------------------------ |
| 龚济民 | ─                | 四川人                   |
| 陳珏   | ─                | 汉阳（今湖北省汉阳县）人 |
| 張大受 | ？─1644年12月1日 | 成都华阳县               |